# Метт Джеффріс
Волтер Метью Джеффріс (англ. Walter Matthew Jefferies; 12 серпня 1921 — 21 липня 2003) — американський художник авіації та механіки, сценограф і письменник. Він найбільш відомий своєю роботою над оригінальним телевізійним серіалом Зоряний шлях, де він розробив багато декорацій і реквізиту, включно з оригінальним зоряним кораблем Ентерпрайз, а також мостом і лікарняним відділенням.

## Раннє життя
Джеффріс народився в Лівані, штат Пенсільванія. У нього було три брати: Джон, Річард і Філіп, останні двоє з яких стали художниками-постановниками. Їхній батько був головним інженером на електростанції у Вірджинії. Молодший брат Метта Джон працював з ним головним креслярем.
Під час Другої світової війни він служив у Європі, служив у бомбардувальниках B-17, B-24, B-25 і чотири роки був інженером-льотчиком.

## Зоряний шлях (Star Trek)
Окрім створення інтер'єру та екстер'єру «Ентерпрайзу», Джеффріс відповідав за дизайн реквізиту (включаючи фазери), наборів, клінгонського логотипу та бойового крейсера D-7. Через роки його концептуальні ескізи були переглянуті і використані для проектування космічного корабля «Ентерпрайз», корабля олімпійського класу «Пастер», класу «Дедал» і кораблів вулканців у Федерації. Джеффріс працював з інженерами NASA над проєктуванням «Ентерпрайза» та використовуваної ним технології.
Всупереч поширеній думці, Джеффріс не створював оригінального дизайну човника "Зоряного шляху»: хоча Джеффріс подав власну концепцію, вона була надто складною, щоб її можна було побудувати з урахуванням тогочасних валютних та бюджетних обмежень шоу. Натомість було використано набагато простіший дизайн Джина Вінфілда, а Джеффріс розробив лише його інтер'єр.
Джеффріс мав дуже прагматичну етику проектування: міркуючи, що двигуни зорельота будуть надзвичайно потужними і потенційно небезпечними, він розташував їх далеко від решти корабля, з додатковою перевагою модульної конструкції, щоб їх можна було швидко катапультувати в аварійній ситуації. Вирішивши, що все, що може піти не так, станеться, він розташував усі робочі елементи корабля всередині для легкого доступу, усуваючи необхідність виходити у відкритий космос у разі зовнішнього ремонту. Панелі мосту отримали ергономічний дизайн для комфорту та простоти використання. Він був проти ідеї PADD, а також проти гусячої шиї, яка з'явилася в першому пілотному варіанті. Більше того, йому не подобалася ідея великого машинного відділення, оскільки, на його думку, всім кораблем можна було б керувати з однієї панелі на містку. Пізніше робота Джеффрі на містку «Ентерпрайз» вплинула на дизайн головного центру зв'язку ВМС США на військово-морській базі Сан-Дієго.
Коли Джеффріс переглянув «Зоряний шлях: кінофільм», він заснув. Він ніколи не дивився наступні втілення «Зоряного шляху», зазначивши, що вони перетворили його місток у морському стилі на «вестибюль Hilton».
У всесвіті Зоряного шляху на його честь названі труби Джеффріса та капітан Джеффріс, конструктор зорельотів класу NX. За словами Джеффріса, «Ентерпрайз» був 17-м зорельотом Зоряного флоту за проектом і першим у серії, тому корабель мав номер «1701». Ця історія задокументована в одному з його етюдів.
У червні 2003 року Джеффріс був почесним гостем на презентації документального фільму про нього, підготовленого для спеціального видання DVD Зоряний шлях: Покоління. Джеффріс помер наступного місяця в Лос-Анджелесі від застійної серцевої недостатності.

## Додаткова діяльність
Метт був членом Асоціації авіаційних космічних письменників і одним із перших членів Американського авіаційного історичного товариства. Він мав хобі: реставрував і літав на старовинних літаках. Він володів літаком Waco YOC і протягом багатьох років зберігав його в аеропорту Санта-Паула, штат Каліфорнія. Його YOC, NC17740, c/n 4279, побудований у 1935 році, зараз належить Аеронавігаційному історичному товариству Вірджинії та був виставлений у Музеї авіації Вірджинії, Річмонд, штат Вірджинія.

## Особисте життя
Джеффріс помер 21 липня 2003 року в Лос-Анджелесі від застійної серцевої недостатності. У нього залишилися дружина Мері Енн Джеффріс і брати Джон і Річард. Його брат Філіп помер у 1987 році.

## Фільмографія (як художник-оформлювач)
- Бомбардувальники Б-52 (1957)
- Старий і море (1958)
- Аварія Мері Дір (1959)
- Недоторканні (1959)
- Ніколи так мало (1959)
- Бен Кейсі (1961)
- Місія нездійсненна (1966)
- Зоряний шлях: Оригінальний телесеріал (художник-постановник; пізніше художній керівник) (1966—1969)
- Любов по-американськи (1969)
- Вихідні терору (1970)
- Втеча (1971)
- Будиночок у прерії (1974)
- Найсамотніший бігун (1976)
- Зоряний шлях: Фаза II (1977; ніколи не виходило в ефір, натхнення для Зоряного шляху: Фільм, що вийшов через два роки)
- Даллас (1978)
- Камінь-убивця (1978)

## Подальше читання
- Jefferies, Richard L (15 лютого 2008). Beyond the Clouds: The Lifetime Trek of Walter "Matt" Jefferies, Artist and Visionary. Brown Books. с. 328 pages. ISBN 978-1-933285-98-6.